# Солодка Вірджинія
«Солодка Вірджинія» (англ. Sweet Virginia) — американський нео-нуарний трилер 2017 року режисера Джеймі М. Даґґа. У головних ролях — Джон Бернтал, Крістофер Ебботт, Імоджен Путс, Розмарі ДеВітт і Одеса Янг.

## Синопсис
Колишній чемпіон родео знайомиться з чоловіком, схильним до насильства.

## Акторський склад
| Актор             | Роль              |
| ----------------- | ----------------- |
| Джон Бернтал      | Сем Россі         |
| Крістофер Ебботт  | Елвуд             |
| Імоджен Путс      | Лайла МакКейб     |
| Розмарі ДеВітт    | Бернадетт Барретт |
| Одеса Янг         | Меґґі Рассел      |
| Джаред Абрахамсон | Пол Андерсон      |
| Джонатан Такер    | Мітчелл МакКейб   |

## Випуск
Прем'єра фільму відбулася на кінофестивалі Трайбека 21 квітня 2017 року. 9 травня 2017 року IFC Films придбала права на дистрибуцію фільму. Фільм вийшов у прокат 17 листопада 2017 року. За режисуру Даґґ був номінований на премію DGC Discovery Гільдії режисерів Канади.